# المهباج
المهباج (يسمى في بعض البلدان العربية المهباش) هو جرن خشبي لطحن القهوة، وتسمِّيه العرب العزّام، لأن دقّته في بيوت شيوخ العرب كانت تعزم القوم لشرب قهوة الصباح.
وقد اشتقت تسمية المهباج من كلمة هَبَجَ والتي تعني في لسان العرب (هَبَجَ يَهْبِجُ هَبْجاً) أي ضرب ضرباً متتابعاً فيه رخاوة والهَبْجُ الضرب بالخشب.

## صناعته
يصنع المهباج من خشب «البطم» لقساوته، لأنه يساعد على تحمّل ضربات الدق الشديدة، وينتقى خشبه من الخشب القريب للجذور، لأنه أقسى وأفضل جودة من باقي الأجزاء، وبعد قشطه من المحيط يتمُّ حفره في المنتصف بعمق 30 سم تقريباً، ليأخذ بعدها شكلاً دائرياً مقبباً من الأعلى.
في بعض الأحيان يتم وضع «المهباج» داخل الأرض بحفرة ويطمر مدة 20 يوماً حتى يختمر الخشب وهذا النوع يتميز بقوته وجودته، بعدها ينقش عليه الرسومات المميزة على محيط خصره، والبعض يبخه بألوانٍ زاهية ومواد مثبتة تمنحه البريق مثل (اللكر) أما على محيط فوهته فتوضع صفائح نحاس أو فضة أو ألمنيوم تفيد في نزول عصا الطحن داخلها بسهولة حتى لا تتهشم أطرافه.

## استخدامه
يعتبر المهباج من أقدم الأدوات التي استخدمها العرب لطحن القهوة، وعلى الرغم وجود آلات الطحن الحديثة ما زال المهباج موجوداً عند الكثير من الناس الذين يفضلون إعداد القهوة به لأنه يعطي القهوة نكهةً أطيب على حدّ تعبيرهم، كما يوجد من يشتريه ويقتنيه كفلكلور وتراث وزينة في المنزل خصوصاً في المضافات كبيرة الحجم.
ولا تقتصر مهمة المهباج على طحن القهوة فقط، بل الفن في الضرب به يحوله إلى آلة موسيقية وهناك محترفون فيه ويصدرون نغمات تترافق مع أهازيج ينشدها ضاربه.
وهناك من المطربين من تغنى بالمهباج كما في أغنية سميرة توفيق (دق المهباج ياسويلم نار الدلال شعالة) كما غنت فيروز (دقوا المهابيج).